# Gare de Cap-d'Ail
La gare de Cap-d'Ail est une gare ferroviaire française de la ligne de Marseille-Saint-Charles à Vintimille (frontière), située sur le territoire de la commune de Cap-d'Ail, dans le département des Alpes-Maritimes en région Provence-Alpes-Côte d'Azur.
C'est une halte ferroviaire de la Société nationale des chemins de fer français (SNCF), desservie par des trains TER Provence-Alpes-Côte d'Azur.

## Situation ferroviaire
Établie à 24 m d'altitude, la gare de Cap-d'Ail est située au point kilométrique (PK) 236,928 de la ligne de Marseille-Saint-Charles à Vintimille (frontière), entre les gares d'Èze-sur-Mer et de Monaco-Monte-Carlo.

## Histoire
La gare est construite en 1881 pour la Compagnie Paris-Lyon-Méditerranée . Elle est agrandie en 1905 par l'ajout d'une aile et d'un abri de voyageurs.
Le bâtiment voyageurs est fermé vers la fin des années 1980.

## Fréquentation
De 2015 à 2023, selon les estimations de la SNCF, la fréquentation annuelle de la gare s'élève aux nombres indiqués dans le tableau ci-dessous.
| Année     | 2015   | 2016   | 2017   | 2018   | 2019   | 2020   | 2021   | 2022    | 2023    |
| --------- | ------ | ------ | ------ | ------ | ------ | ------ | ------ | ------- | ------- |
| Voyageurs | 67 959 | 73 501 | 89 868 | 77 459 | 99 635 | 74 013 | 95 563 | 131 052 | 158 037 |

## Service des voyageurs

### Accueil
Halte SNCF, il s'agit d'un point d'arrêt non géré (PANG) à accès libre. Elle est équipée d'automates pour l'achat de titres de transport.
La Halte possède 2 quais, un en direction de Marseille, et un autre en direction Vintimille.

### Desserte
Cap-d'Ail est desservie par des trains TER PACA qui effectuent des missions entre Les Arcs - Draguignan et Vintimille.

### Intermodalité
Un parking gratuit de quelques places est aussi à la disposition des voyageurs. L'accès au centre-ville peut se faire en Autobus avec la navette N° 79 des Lignes d'Azur.